# Challenger de Morelos 2025
El torneo Morelos Open 2025, denominado por razones de patrocinio Morelos Open presentado por Metaxchange fue un torneo de tenis perteneció al ATP Challenger Tour 2025 en la categoría Challenger 75. Se trató de la 11ª edición; el torneo tuvo lugar en la ciudad de Morelos (México), desde el 31 de marzo hasta el 6 de abril de 2025 sobre pista dura al aire libre.

## Jugadores participantes del cuadro de individuales
| Preclasificado | País                 | Jugador                | Rank1 | Posición en el torneo |
| 1              | Bandera de Argentina | Thiago Agustín Tirante | 117   | Primera ronda         |
| 2              | Bandera de Canadá    | Alexis Galarneau       | 157   | Semifinales           |
| 3              | Bandera de Argentina | Juan Pablo Ficovich    | 162   | Cuartos de final      |
| 4              | Bandera de Suiza     | Marc-Andrea Hüsler     | 172   | CAMPEÓN               |
| 5              | Bandera de Brasil    | Felipe Meligeni Alves  | 176   | Primera ronda         |
| 6              | Bandera de Colombia  | Nicolás Mejía          | 190   | Primera ronda         |
| 7              | Bandera de Austria   | Jurij Rodionov         | 197   | Segunda ronda, retiro |
| 8              | Bandera de Francia   | Hugo Grenier           | 204   | Primera ronda         |

- 1 Se ha tomado en cuenta el ranking del 17 de marzo de 2025.

### Otros participantes
Los siguientes jugadores recibieron una invitación (wild card), por lo tanto ingresan directamente al cuadro principal (WC):
- Rodrigo Alujas
- Alex Hernández
- Roberto Cid Subervi

Los siguientes jugadores ingresan al cuadro principal tras disputar el cuadro clasificatorio (Q):
- Juan Carlos Aguilar
- Robin Catry
- Elmar Ejupovic
- Govind Nanda
- Tom Paris
- Max Wiskandt

## Campeones

### Individual Masculino
- Marc-Andrea Hüsler derrotó en la final a  Dmitry Popko por 6–4, 3–6, 6–4

### Dobles Masculino
- Jody Maginley /  Alfredo Perez derrotaron en la final a  Finn Reynolds /  James Watt por 7–5, 6–7(5), [10–8]